# Bułgaria na Letnich Igrzyskach Olimpijskich 2004
Bułgarię na Letnich Igrzyskach Olimpijskich 2004 reprezentowało 95 zawodników, 49 mężczyzn i 46 kobiet. 

## Zdobyte medale
| Medal | Zawodnik | Dyscyplina             | Konkurencja                        |
| ----- | --- | ---------------------- | ---------------------------------- |
|       | Maria Grozdewa                                                                                              | Strzelectwo            | Pistolet sportowy 25 m             |
|       | Milen Dobrew                                                                                                | Podnoszenie ciężarów   | Kategoria do 94 kg                 |
|       | Jordan Jowczew                                                                                              | Gimnastyka sportowa    | Ćwiczenia na kółkach               |
|       | Jordan Jowczew                                                                                              | Gimnastyka sportowa    | Ćwiczenia wolne                    |
|       | Żaneta Iliewa, Eleonora Keżowa, Zornica Marinowa, Kristina Ranguełowa, Galina Tanczewa, Władisława Tanczewa | Gimnastyka artystyczna | Układ zbiorowy                     |
|       | Boris Georgijew                                                                                             | Boks                   | Waga lekkopółśrednia (do 64 kg)    |
|       | Georgi Georgijew                                                                                            | Judo                   | Kategoria do 66 kg                 |
|       | Iwo Janakiew                                                                                                | Wioślarstwo            | Jedynka                            |
|       | Rumjana Nejkowa                                                                                             | Wioślarstwo            | Jedynka                            |
|       | Maria Grozdewa                                                                                              | Strzelectwo            | Pistolet pneumatyczny 10 m         |
|       | Weliczko Czołakow                                                                                           | Podnoszenie ciężarów   | Kategoria + 105 kg                 |
|       | Armen Nazarian                                                                                              | Zapasy                 | Styl klasyczny, kategoria do 60 kg |